# 于尔根·施特劳布
于尔根·施特劳布（德語：Jürgen Straub，1953年11月3日—），德国男子田径运动员，主攻中跑。他曾代表东德参加1980年夏季奥林匹克运动会田径比赛，获得男子1500米银牌。